# Eskimo (Schiff, 1938)
HMS Eskimo (Schiffskennung: F75, G75, L75) war einer der 16 Zerstörer der (zweiten) Tribal-Klasse der britischen Royal Navy. Im Zweiten Weltkrieg wurde der Zerstörer mit den Battle Honours „Norway 1940–41“, „Narvik 1940“, „Arctic 1942“, „Malta Convoys 1942“, „North Africa 1942–43“, „Sicily 1943“, „Normandy 1944“, „English Channel 1944“, „Burma 1944–45“ und „East Indies 1945“ ausgezeichnet.
Der Zerstörer war einer von vier der Klasse, die bei Kriegsende noch im Dienst der Navy waren. 1949 wurde er zum Abbruch verkauft.

## Geschichte
Das Schiff wurde am 5. August 1936 bei der Werft High Walker Yard von Vickers-Armstrongs in Newcastle-upon-Tyne zusammen mit dem Schwesterschiff Mashona auf Kiel gelegt, die dann beide am 3. September 1937 vom Stapel liefen. Die beiden Zerstörer waren das zweite Paar der Klasse, das auf der Werft entstand. Während die anderen am Bau der Tribal-Klasse beteiligten Werften jeweils zwei Schiffe bauten, entstanden auf dem High Walker Yard vier Einheiten und dann im Krieg noch weitere vier Zerstörer der Klasse für die Royal Canadian Navy. Im Gegensatz zu den beiden ersten Schiffen der Werft erfolgte die Fertigung der Maschinenanlage nicht auf der Bauwerft, sondern in der Nähe bei Parsons Marine Steam Turbine Co Ltd in Wallsend. Am 30. Dezember 1938 wurde die Eskimo als zweites Schiff mit diesem Namen von der Royal Navy in Dienst gestellt. Zuvor hatte im Ersten Weltkrieg im Winter 1914/15 schon ein Hilfskreuzer diesen Namen geführt. Es handelte sich um einen kleinen, 1910 für die Wilson Line gebauten Zweischornsteiner von 3326 BRT. Das 17 kn schnelle Schiff war in der Northern Patrol zwischen den britischen Inseln und Norwegen eingesetzt worden.

### Einsatzgeschichte
Der neue Zerstörer kam als drittes Schiff zu der in Aufstellung befindlichen „2nd Tribal Flotilla“, die im Gegensatz zu ersten Tribal-Flottille bei der Mediterranean Fleet nun der Home Fleet zugeteilt wurde. Als die eigenständige Nummerierung der Flottillen der neuen Großzerstörer aufgegeben wurde, wurde die Flottille im Mai 1939 die neue „6th Destroyer Flotilla“. Diese Flottille war bis dahin von den Einheiten der F-Klasse gebildet worden, die zur Generalüberholung anstand.
Beim Ausbruch des Zweiten Weltkriegs befand sich die Eskimo mit der von der Somali geführten 6. Flottille und den Schwesterschiffen Ashanti, Bedouin, Mashona, Matabele, Punjabi und Tartar in Scapa Flow zur Sicherung der Home Fleet. Sie begleitete die schweren Einheiten der Flotte bei ihren Einsätzen. Im November 1939 ging der Zerstörer dann zu einer Routineüberholung zu Smith’s Dock Co in North Shields. Dort wurden erhebliche Schäden an den Turbinenblättern festgestellt. Deren Beseitigung sollte bei Thornycroft in Woolston bei Southampton erfolgen. Durch eine verzögerte Verlegung und den Umfang der notwendigen Arbeiten war die Eskimo erst Anfang April 1940  wieder einsatzbereit. Mit ihrer Flottille gehörte sie dann zu den ersten Einheiten der Royal Navy, die ab dem 7. April vor der norwegischen Küste den Umfang des deutschen Überfalls auf Norwegen (Unternehmen Weserübung) abklärte.
Am 11. April war die Eskimo zusammen mit dem Leichten Kreuzer Penelope und dem Zerstörer Kimberley auf dem Weg nach Bodø, um zu klären, ob dieser Hafen schon von den Deutschen besetzt sei. Bei der Einfahrt in den dorthin führenden  Saltenfjorden lief der Kreuzer auf Grund und durch ein großes Loch wurden die Kesselräume geflutet. Eskimo schleppte den Kreuzer dann zum Skelsfjord der Insel Flakstadøy, wo die Briten einen Versorgungspunkt eingerichtet hatten.

Am 13. April 1940 gehörte die Eskimo zu dem britischen Verband, der unter Führung des Schlachtschiffs Warspite in den Ofotfjord bis nach Narvik eindrang und dort im zweiten Seegefecht von Narvik die verbliebenen acht deutschen Zerstörer versenkte bzw. zur Selbstversenkung zwang. Im Verlauf des Gefechts traf die Eskimo den sich selbst versenkenden Zerstörer Herman Künne mit einem Torpedo und erzielte mehrere Artillerietreffer auf der Hans Lüdemann; sie selbst verlor im Rombaksfjord nordöstlich von Narvik ihr Vorschiff durch einen Torpedotreffer des deutschen Zerstörers Georg Thiele, konnte aber von der Maori noch zum Skelsfjord abgeschleppt werden. Dort erfolgte eine Notreparatur mit der Unterstützung des Werkstattschiffes Vindictive. Am 27. Mai wurde der abgedichtete Rest der Eskimo nach Harstad und dann gesichert durch die Zerstörer Amazon und Volunteer sowie die Sloop Fleetwood nach Großbritannien geschleppt. Dort erfolgte bis Anfang September 1940 die Reparatur des Schiffes.

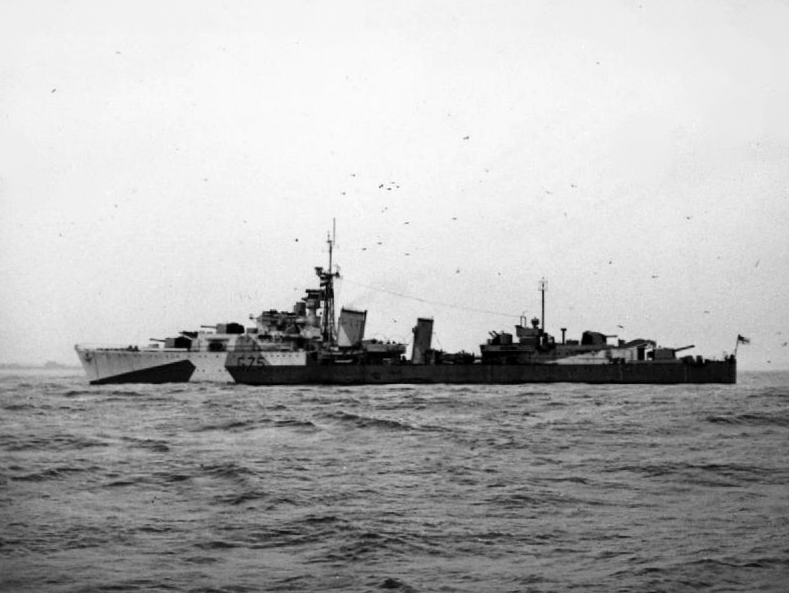
Die Eskimo 1941

Nach der Reparatur wurde die Eskimo als Sicherungsschiff der Home Fleet eingesetzt und nahm im März 1941 mit den Schwesterschiffen Bedouin und Tartar an der Operation Claymore, einer Kommandoaktion gegen die von Deutschen besetzten Lofoten, teil.

Von März bis September 1942 kam die Eskimo bei der Sicherung der Nordmeergeleitzüge PQ 12, PQ 13, QP 9, PQ 14, QP 10 sowie PQ 18 und QP 14 zum Einsatz.
Im November 1942 unterstützte sie die Landung der Alliierten in Nordafrika (Operation Torch). Im Juli 1943 wurde die Eskimo während der Operation Husky, der Landung auf Sizilien, von einer Fliegerbombe schwer beschädigt und musste von ihrem Schwesterschiff Tartar abgeschleppt werden. Ein längerer Werftaufenthalt in England wurde erforderlich, bei dem auch die Ausrüstung mit Flugabwehrgeschützen verstärkt wurde. Nach ihrer Rückkehr in den aktiven Dienst wurde die Eskimo der 10th Destroyer Flotilla zugeteilt und im Ärmelkanal eingesetzt, wo sie an den Vorbereitungen zu Operation Overlord und am Seekrieg während der Operation Overlord beteiligt war.
Am 24. Juni 1944 versenkte sie im Ärmelkanal nördlich von Brest zusammen mit dem kanadischen Zerstörer Haida und einem Liberator-Bomber der tschechischen Luftwaffe das deutsche U-Boot U 971. Drei Tage nach dieser Aktion erlitt der Zerstörer einen Treffer in den Maschinenraum und musste erneut zu Reparaturen in eine Werft.
Vom 11. Januar bis zum 7. Februar 1945 Verlegung zur Eastern Fleet nach Ceylon als Teil der Sicherung der Geleitträger Khedive, Empress, Slinger und Speaker der Bogue-Klasse. Der Verband verlegte durch das Mittelmeer, wo intensive Übungen stattfanden, sowie den Suezkanal und das Rote Meer nach Ostindien. Dort wurde der Zerstörer zur Unterstützung von Landungsoperationen und gegen den japanischen Schiffsverkehr eingesetzt.
Als auch in Ostasien der Weltkrieg endete, befand sich die Eskimo zu einer Überholung in Durban, Südafrika.

### Das Ende derEskimo
Nach dem Abschluss der Arbeiten trat der Zerstörer am 4. November 1945 die Heimreise an und erreichte Sheerness am 8. Dezember 1945. Das Schiff wurde in Chatham außer Dienst gestellt und der Reserve zugeordnet. Nach dem Krieg wurde die Eskimo in ein Wohnschiff und Hauptquartier für die Minenräumer, Wracksucher und Bergungsschiffe umgewandelt, die 1946 Themse und Medway von den Hinterlassenschaften des Krieges reinigten. Danach diente sie als Zielschiff und wurde schließlich am 27. Juni 1949 zum Abwracken verkauft.
Der Abbruch des letzten verbliebenen britischen Tribal-Zerstörers erfolgte ab Ende Juni 1949 in Troon.